# Птелеон
Птелеон (дав.-гр. Πτελέον) — персонаж давньогрецької міфології, спокусник Прокріди.

## Міфологія
Прокріда зрадила свого чоловіка — мисливця, на ім'я Кефал, давши згоду на запропонований Птелеоном золотий вінець. Згідно з переказами, Прокріда була готова порушити клятву подружньої вірності, варто їй запропонувати золото.